# Yulinentomozoe
Yulinentomozoe is een geslacht van uitgestorven kreeftachtigen uit de klasse van de Ostracoda (mosselkreeftjes).

## Soort
- Yulinentomozoe trispinosa Wang (Shang-Qi), 1989 †